# (2870) Haupt
(2870) Haupt (1981 LD) – planetoida z pasa głównego asteroid okrążająca Słońce w ciągu 3,7 lat w średniej odległości 2,39 j.a. Odkryta 4 czerwca 1981 roku.